# Walentyna Schewtschenko (Architektin)
Walentyna Petriwna Schewtschenko (ukrainisch Валентина Петрівна Шевченко, russisch Валентина Петровна Шевченко; * 12. Oktober 1926 in Kiew; † 28. November 2016 ebenda) war eine sowjetisch-ukrainische Architektin und Restauratorin.

## Leben
Schewtschenko studierte am Kiewer Ingenieurbau-Institut mit Abschluss 1957.
Schewtschenko arbeitete als Architektin in der Bau- und Architektur-Verwaltung des Kiewer Stadtexekutivkomitees. Sie beschäftigte sich mit dem Schutz und der Restaurierung der Architekturdenkmäler der Stadt.
1971 wurde Schewtschenko Mitarbeiterin des ukrainischen Projektierungsinstituts für Restaurierungen Ukrprojektrestawrazije. 1994 wechselte sie in das Staatliche Forschungszentrum für das Architekturerbe der Ukraine und arbeitete dort bis 1999.

## Restaurierungsprojekte (Auswahl)
- Dreifaltigkeitskathedrale Hluchiw (1957–1958)[2]
- Restaurierungen von Innenräumen im alten Odessa (1959)
- Refektorium des St. Michaelsklosters, Kiew (1973–1982 mit Irma Iossifowna Karakis)[2]
- Inventarisierung der historischen Bebauung des Kiewer Stadtteils Podil (1974–1984)
- Kontrakthaus in Podil (1984–1996) und Wiederherstellung des historischen Kontraktplatzes[2]
- Theatersaal in Podil (1988–1989)

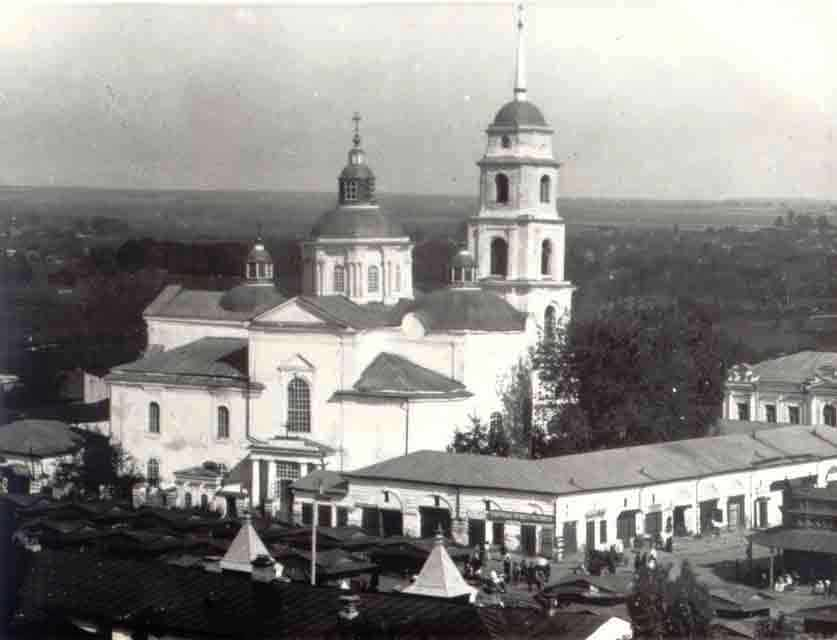
Dreifaltigkeitskathedrale Hluchiw
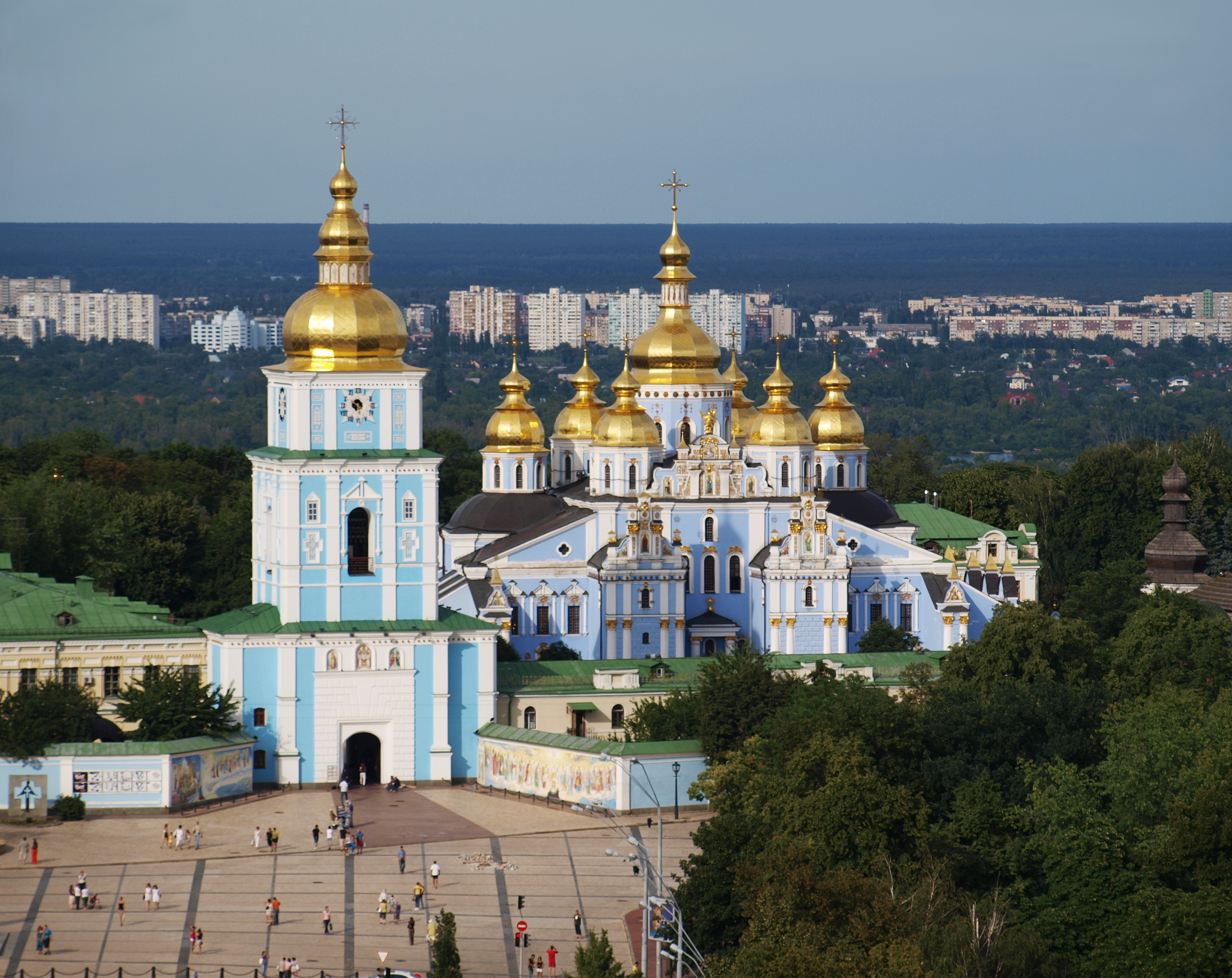
St. Michaelskloster, Kiew
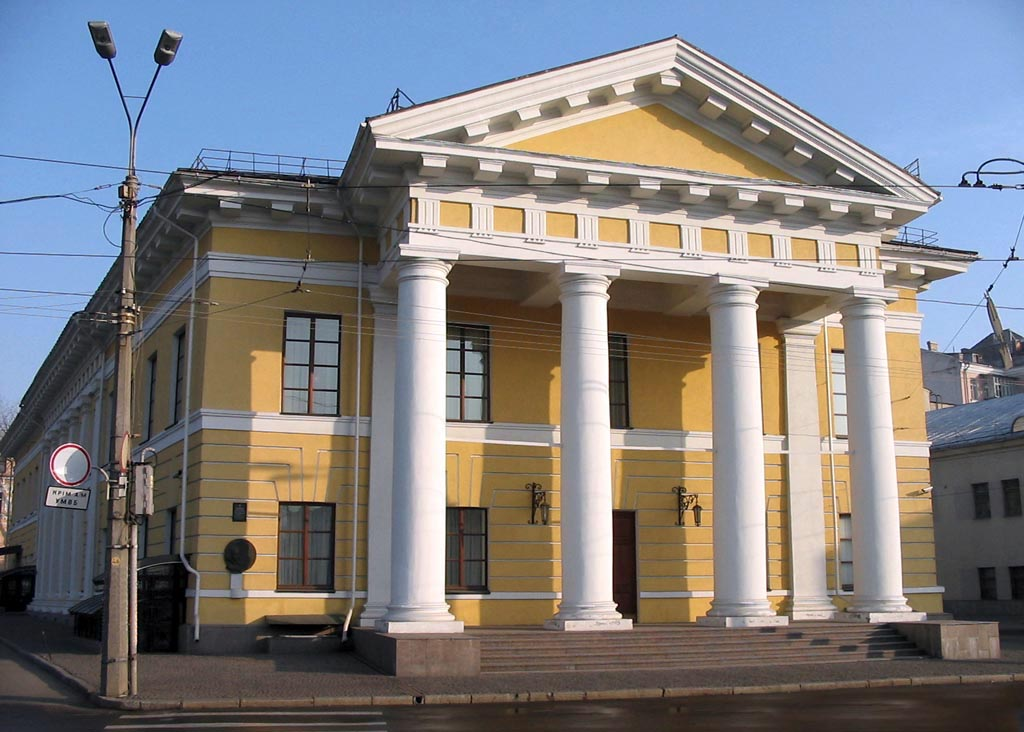
Kontrakthaus, Podil
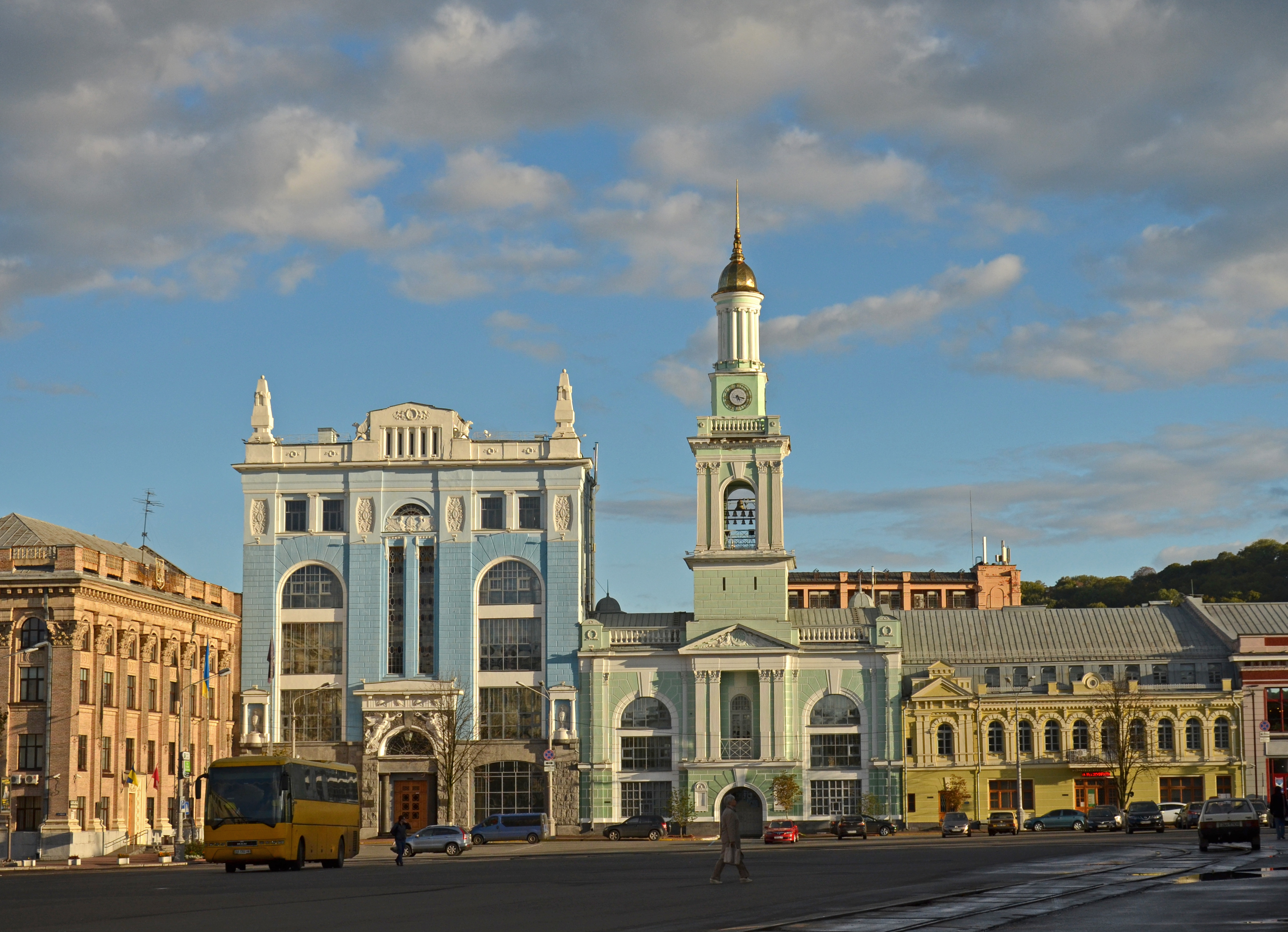
Kontraktplatz, Podil